# Parvisquama ciliata
Parvisquama ciliata är en tvåvingeart som först beskrevs av Malloch 1929.  Parvisquama ciliata ingår i släktet Parvisquama och familjen husflugor. Inga underarter finns listade i Catalogue of Life.